# أنديرس همر
أنديرس همر هو موسيقي سويدي، ولد في 3 أبريل 1980.